# Primerjava subjektivnih in objektivnih besedil
Delitev na subjektivna in objektivna besedila je ena izmed delitev besedil. Delitev se nanaša na latinska izraza subjectus (oseben) in objectus (nepristranski). 
V subjektivnih besedilih, ki so pogosto pristranska, sporočevalec pri opisovanju poleg preverljivih podatkov izraža še svoje mnenje ali čustva.
V objektivnih besedilih redko najdemo gosto uporabo pridevnikov, pomanjševalnic, zato so v nasprotju s subjektivnimi suhoparna. Objektivna besedila o neki stvari podajajo le preverljive in stvarne podatke brez dodajanja osebnih mnenj in čustev govorca/pisca do ubesedjenega.

## Raba subjektivnih in objektivnih besedil
V strokovnih in uradnih besedilih je tematika omejena, vezana na določeno stroko ali poklic. Govorec se ne razodeva, zato so objektivna. Subjektivni so govorčevi komentarji.
V vsakdanu uporabljamo subjektivna besedila.